# КЦН Коперникус
КЦН Коперникус (стилизовано као TV K::CN Kopernikus) је локална,кабловска и национална телевизија у Србији. Седиште телевизије се налази у Нишу и Београду.
Састоји се из три канала. Сва три канала емитује путем сателита.
- КЦН 1 емитује колажни програм.
- КЦН 2 емитује само музички програм.
- КЦН 3 емитује забавни и музички програм.

## Емисије

### КЦН 1
- Јутро онлајн
- Информер 1,2
- Србија онлајн
- Призма
- Спорт
- Бизнис вести
- Вести
- Записи
- Зенит
- Миц
- Културишка
- Хипократ
- К::ЦН Караван
- Поларотор - емисија о ИТ технологијама
- Prsslook Again
- Теен планета
- Срца чаробњаци

### КЦН 2
- Музички спотови

### КЦН 3
- Вести ТВ Свет плус
- Јутро +
- Интервју +
- Недеља +
- За Београд
- Прича се
- Србија реално
- Угломер
- У замци
- Спорт +
- Моје село
- Премотавање
- Истраживање истине
- Ауто мото магазин
- Вести +
- Музички спотови